# 卡霍夫卡區
卡霍夫卡區（烏克蘭語：Каховський район）是烏克蘭赫爾松州的一個區，位於該國南部，行政中心設於新卡霍夫卡，面积为6,395.8平方公里，2021年人口数量为219,783人。

## 历史
2020年7月18日乌克兰施行了行政区划改革，赫爾松州的区份数量减至5个，卡霍夫卡區的面积显著扩大。改革前卡霍夫卡區的面積为1,450平方公里，2013年人口36,360，人口密度每平方公里25.08人。

## 行政区划
卡霍夫卡区下分为15个市镇：
- 卡霍夫卡市镇（乌克兰语：Каховська міська громада） （市级）
- 新卡霍夫卡市镇（乌克兰语：Новокаховська міська громада） （市级）
- 塔夫里斯克市镇（乌克兰语：Таврійська міська громада） （市级）
- 大萊佩蒂哈市鎮（乌克兰语：Великолепетиська селищна громада） （镇级）
- 上罗哈奇克市镇（乌克兰语：Верхньорогачицька селищна громада） （镇级）
- 霍尔诺斯塔伊夫卡市镇（乌克兰语：Горностаївська селищна громада） （镇级）
- 柳比米夫卡市镇（乌克兰语：Любимівська селищна громада） （镇级）
- 新阿斯卡尼亚市镇（乌克兰语：Асканія-Нова селищна громада） （镇级）
- 恰普林卡市镇（乌克兰语：Чаплинська селищна громада） （镇级）
- 鲁巴尼夫卡市镇（乌克兰语：Рубанівська сільська громада） （乡级）
- 康斯坦丁尼夫卡市鎮（乌克兰语：Костянтинівська сільська громада (Херсонська область)） （乡级）
- 澤萊尼皮德市鎮（乌克兰语：Зеленопідська сільська громада） （乡级）
- 塔夫里昌卡市镇（乌克兰语：Тавричанська сільська громада） （乡级）
- 赫里霍里夫卡市镇（乌克兰语：Присиваська сільська громада） （乡级）
- 赫雷斯蒂夫卡市鎮（乌克兰语：Хрестівська сільська громада） （乡级）